# Opisthoxia trimaculata
Opisthoxia trimaculata là một loài bướm đêm trong họ Geometridae.